# Orisari-Gletscher
Der Orisari-Gletscher (bulgarisch ледник Оризари lednik Orisari) ist ein 4,7 km langer und 0,8 km breiter Gletscher im westantarktischen Ellsworthland. Auf der Ostseite der Sentinel Range des Ellsworthgebirges fließt im Veregava Ridge von den Nordhängen des Mount Waldron in nordnordwestlicher Richtung zum Dater-Gletscher, den er westlich des Sipey Peak erreicht.
US-amerikanische Wissenschaftler kartierten ihn 1988. Die bulgarische Kommission für Antarktische Geographische Namen benannte ihn 2012 nach der Ortschaft Orisari im Süden Bulgariens.